# محمدعلی‌خانی
محمدعلی‌خانی، روستایی از توابع بخش مرکزی شهرستان اسلام‌آباد غرب در استان کرمانشاه ایران است.
در پایین دست این روستا و مابین روستای محمدعلی خانی و سراب شیان، درگذشته، روستای زینلخانی قرار داشت که اکثریت ساکنان آن به شهر اسلام آبادغرب مهاجرت کرده و حدود 50 خانوار در روستاهای دهستان حسن آباد پراکنده اند. زمین های کشاورزی این منطقه هنوز متعلق به طایفه زینلخانی میباشد. روستای زینلخانی امروزه خالی از سکنه است.

## جمعیت
این روستا در دهستان حسن‌آباد قرار دارد و براساس سرشماری مرکز آمار ایران در سال ۱۳۸۵، جمعیت آن ۳۴۴ نفر (۶۵خانوار) بوده‌است.